# Bajong
Bajong is een bestuurslaag in het regentschap Purbalingga van de provincie Midden-Java, Indonesië. Bajong telt 3784 inwoners (volkstelling 2010).